# Zaporogkosacker skriver brev till den turkiske sultanen
Zaporogkosacker skriver brev till den turkiske sultanen är en historiemålning av den ukrainsk-ryske konstnären Ilja Repin, utförd 1880–1891. Den finns på Ryska museet i Sankt Petersburg.
Målningen skildrar hur de ukrainska zaporogkosackernas ataman Ivan Serko år 1676 skriver ett brev till den turkiske sultanen Mehmet IV, som svar på dennes krav på kosackernas underkastelse.
| ” | Sultan Mehmet IV till Zaporogkosackerna. Jag, Sultanen; Muhammeds son, solens och månens broder, Guds barnbarn och ställföreträdare, härskare över konungarikena Makedonien, Babylon, Jerusalem och Stora och Lilla Egypten, kejsarnas kejsare, härskarnas härskare, en oefterliknelig riddare, aldrig besegrad, den ståndaktige väktaren av Herrens grav, själve Guds beskyddare, muslimernas hopp och tröst, de kristnes förlägenhet och store försvarare - beordrar er, Zaporogkosacker, att frivilligt och utan att göra motstånd underkasta Eder Mig, och icke längre störa Mig med Edra angrepp. Den turkiske sultanen Mehmet IV | „ |

Kosackernas svarsbrev finns inte bevarat, men av avskrifter vet man att det var synnerligen hånfullt och i förolämpande ton travesterade på sultanens långa titulatur. De bevarade avskrifterna kan naturligtvis avvika från originalet, men en version lyder i svensk översättning:
| ” | Zaporogkosackerna till den turkiske sultanen. Din turkiske Satan! Den förbannade Djävulens bror och kamrat, Lucifers sekreterare! Vad är Du för en helvetesriddare, som inte ens kan döda en igelkott med Din nakna rumpa? Din armé slukar vad Djävulen spyr ut. Du är inte värd att ha kristna folk under Dig. Vi fruktar inte Din här, och till lands och till sjöss skall vi slåss mot Dig. Knulla Din mor! Du, Din babyloniske kökspojke, makedoniske tunnbindare, bryggare från Jerusalem, getapojke från Alexandria, Stora och Lilla Egyptens svinaherde, armeniska galt, tatariske bagge, skurk från Podolien, Kamenats bödel, världens och underjordens tokstolle, därtill en dåre inför Gud, Djävulens ättling, sendraget i vår kuk, svintryne, hästrumpa, rödhåriga hund, odöpta skalle, knulla Din mor! Så svarar kosackerna Dig, Din usling. Du kommer inte ens att få vakta kristna svin. Nu måste vi sluta. Vi vet inte vilket datum det är eftersom vi inte har någon kalender. Månen är på himlen, året i boken, och det är samma dag hos oss som hos er. Därför: kyss vår röv! Kosjevoj ataman Ivan Serko med hela sin zaporogiska här. | „ |